# 10126 Lärbro
10126 Lärbro este un asteroid din centura principală, descoperit pe 21 martie 1993, de UESAC.